# Crazy Mountains
Die Crazy Mountains (auch: Crazies) sind eine Gebirgskette in den nördlichen Rocky Mountains im US-Bundesstaat Montana.

## Geographie
Die Crazy Mountains verlaufen zwischen den Flüssen Musselshel und Yellowstone auf einer Länge von 64 Kilometern und gehören zum Sweet Grass County. Die höchste Erhebung ist der Crazy Peak mit 3407 Metern.